# Rio Chiuzoşa
O Rio Chiuzoşa é um rio da Romênia, afluente do Valea Limpede, localizado no distrito de Maramureş.